# Geografía de Guinea Ecuatorial
Guinea Ecuatorial es un pequeño país situado en la parte ecuatorial del África. Consta de un territorio continental de 26 017 km², denominado Mbini (antiguo Río Muni), que limita al norte con Camerún, al este y sur con Gabón y al oeste con el océano Atlántico; y de otro insular de 2034 km², formado por las islas de Annobón (al sur de Santo Tomé y Príncipe, llamada Pagalú durante la dictadura de Francisco Macías), Corisco, Elobey Grande, Elobey Chico y la isla de Bioko (antigua Fernando Poo) donde se encuentra la capital Malabo.
Mbini comprende una franja costera llana, que va accidentándose hacia el interior, en donde se encuentra una serie de cadenas montañosas llamadas "de las Siete Montañas". El terreno está suavemente ondulado y cubierto por vegetación selvática. Alrededor del 60 % del área pertenece a la cuenca del río Mbini o Wele (antes llamado Benito).
El límite de la parte continental por el norte es la frontera entre Camerún y Guinea Ecuatorial. Por la parte sur, el límite lo constituye la frontera entre Gabón y Guinea Ecuatorial. 
La isla más importante es Bioko (2017 km²), y está situada al norte de la parte continental, a 40 kilómetros de la costa de Camerún en el fondo del golfo de Biafra, una sección del golfo de Guinea. La isla, de origen volcánico, es montañosa y muy boscosa, con una costa escarpada y rocosa (de 195 km) en las que cuando sube la marea oculta sus playas. Excelentes puertos en Malabo y Luba. Su altura máxima es el pico Basilé (3007 metros), anteriormente conocido como Pico de Santa Isabel. La isla cuenta con fértiles suelos volcánicos (en los que se cultiva cacao) y diversos ríos; los lagos se encuentran en las montañas.
La isla de Annobón (18 km²), llamada así debido a ser descubierta el día de Año Nuevo de 1472, está situada a unos 640 kilómetros al suroeste de la costa de Gabón y 595 al suroeste de Bioko.
Más del 45 % del territorio es forestal (46,2 %) y está formado por bosques, en los que destaca su biodiversidad. A pesar de los beneficios que produce el petróleo, la superficie agraria está aumentando con la consiguiente deforestación (8,2 %).

## Clima

Clasificación climática de Köppen de Guinea Equatorial. Hay un clima ecuatorial.

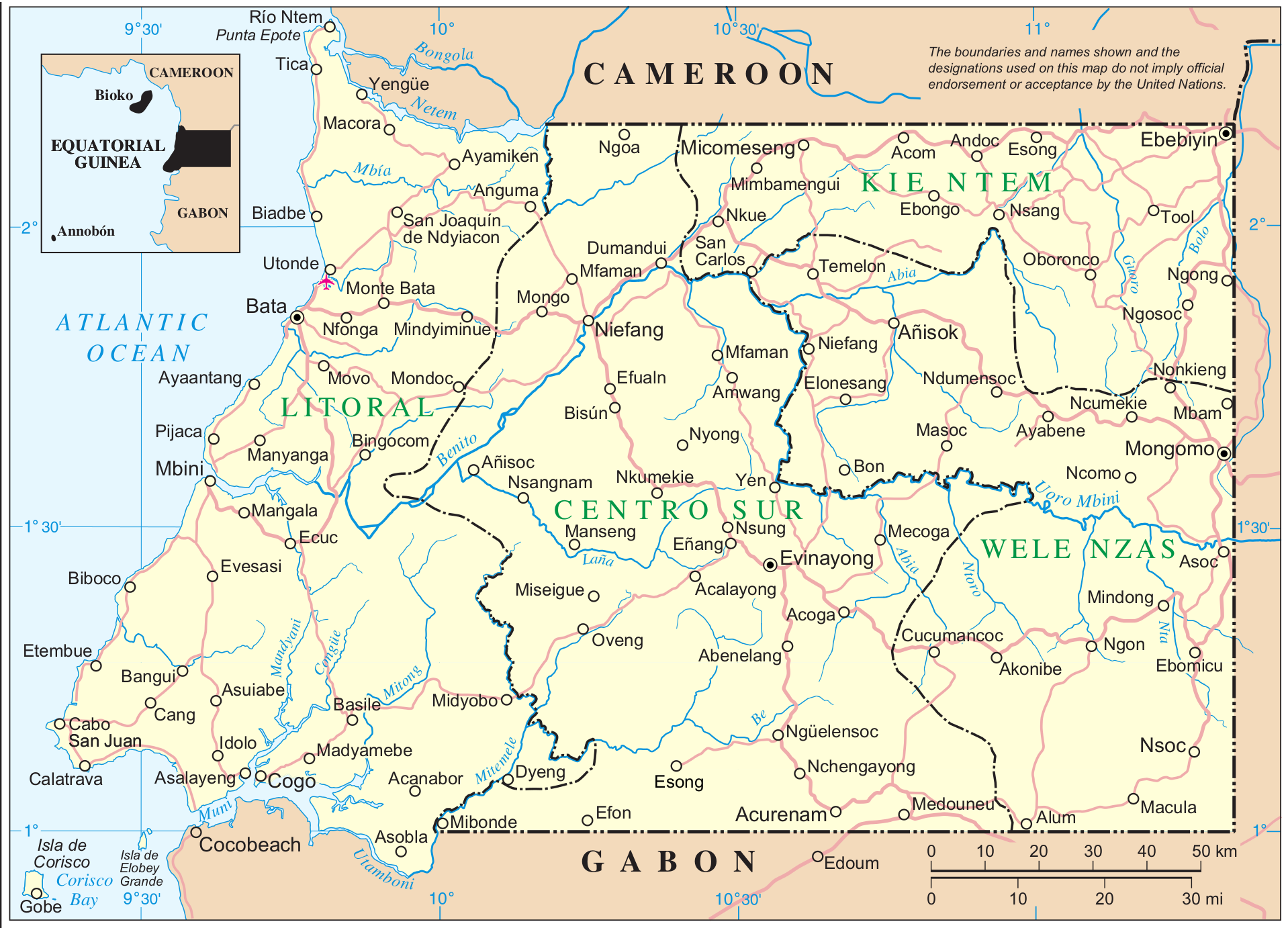
Guinea Ecuatorial continental

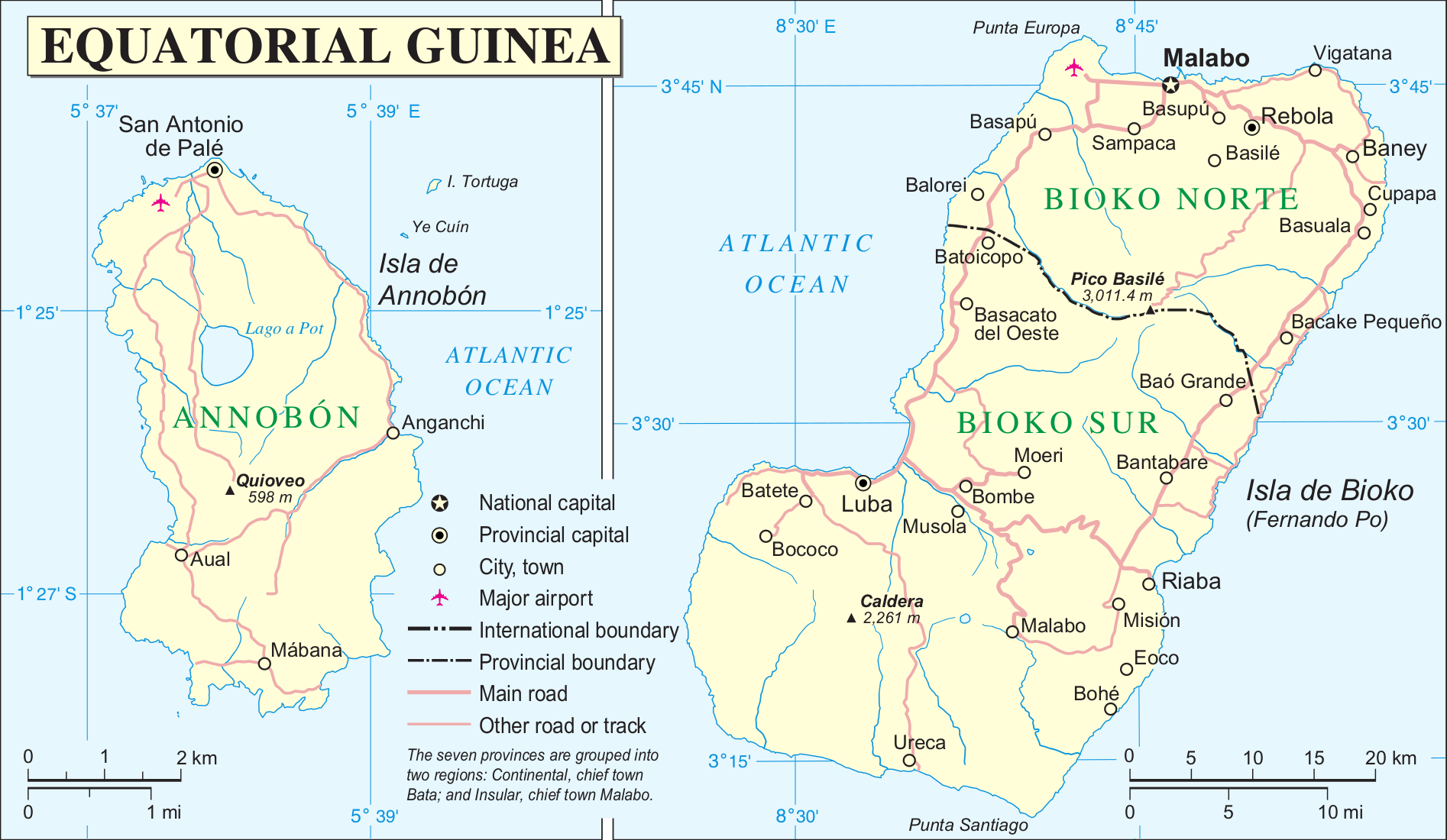
Guinea Ecuatorial insular

El clima de la región continental e insular es ecuatorial típico, con altas temperaturas, lluvias y nubosidad abundantes durante todo el año. Las variaciones locales se deben a la altitud y a la cercanía del mar, donde la lluvia es más intensa. La estación húmeda en la zona continental va de febrero a junio y de septiembre a diciembre, y se invierte en las islas. Las temperaturas son más altas de enero a mayo y más bajas de julio a septiembre.
En la capital, Malabo, situada en la isla de Bioko, caen en torno a 2000-2300 mm en 110 días, aunque en el resto de la isla se superan los 3000 mm, sobre todo en el pico Basilé, el volcán que protege la capital. Entre diciembre (48 mm) y febrero llueve menos, y caen más de 200 mm en mayo-junio y en septiembre, con un máximo de 340 mm, y en octubre. Las temperaturas oscilan entre los 19 °C de las mínimas medias en enero y los 32 °C de las máximas en febrero, pero oscilan muy poco a lo largo del año. La temperatura del mar oscila entre los 27 °C y los 29 °C.
En Río Muni, en el continente, se superan los 2000 mm anuales, pero las lluvias son más abundantes de marzo a mayo y de septiembre a noviembre. En Bata, la ciudad costera más importante, caen en torno a 2800 mm en 166 días, con un mínimo entre junio y septiembre, aunque no deja de llover y máximos en octubre (370 mm) y noviembre (430 mm) y en abril (395 mm), el resto de meses se superan los 200 mm. Las temperaturas bajan ligeramente entre julio y septiembre pero prácticamente todo el año oscilan entre 21-22 °C y 28-31 °C.

Paisajes de Guinea Ecuatorial
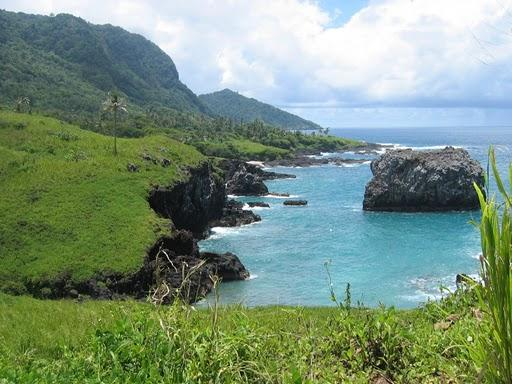
Isla de Annobon
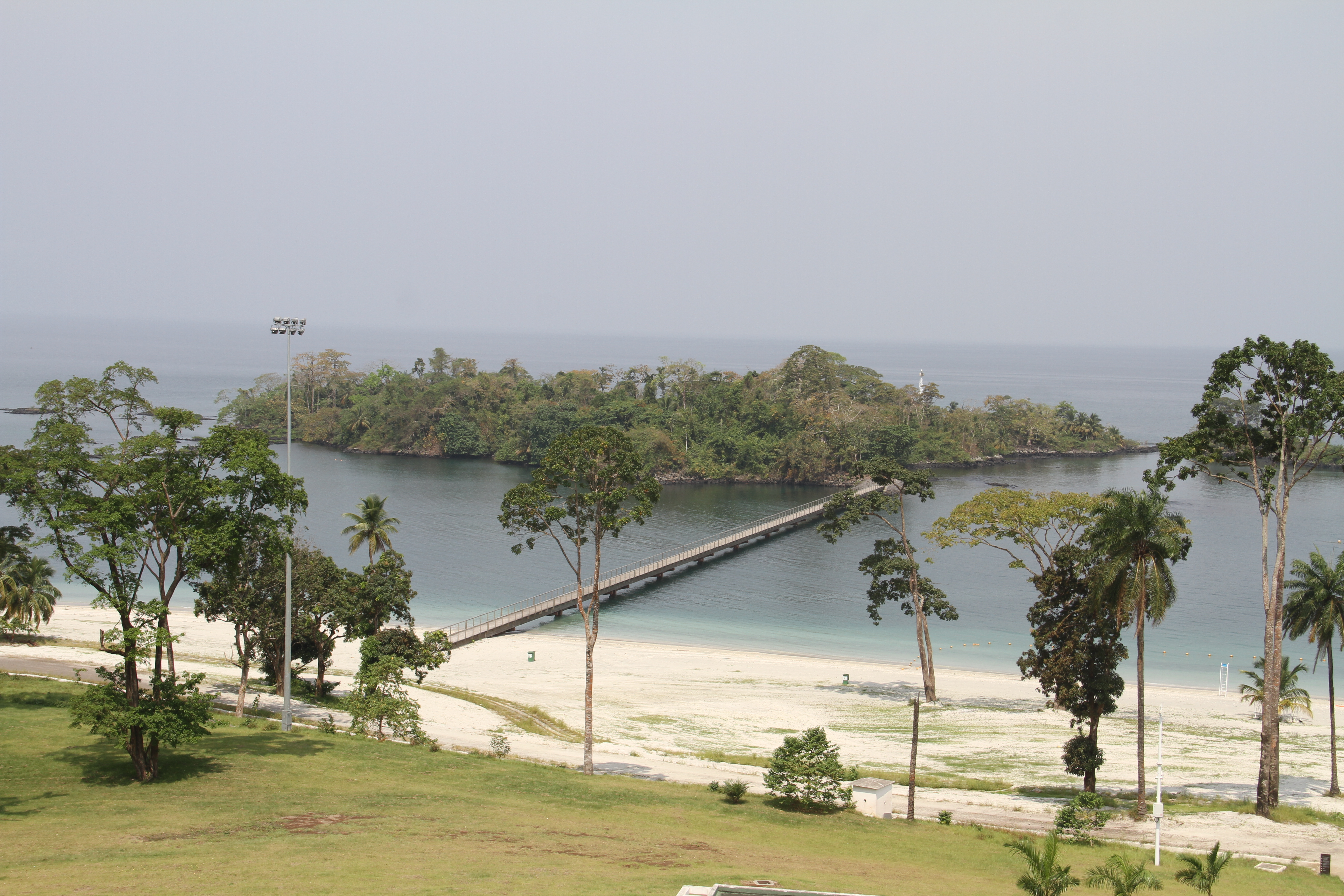
Islote Horacio
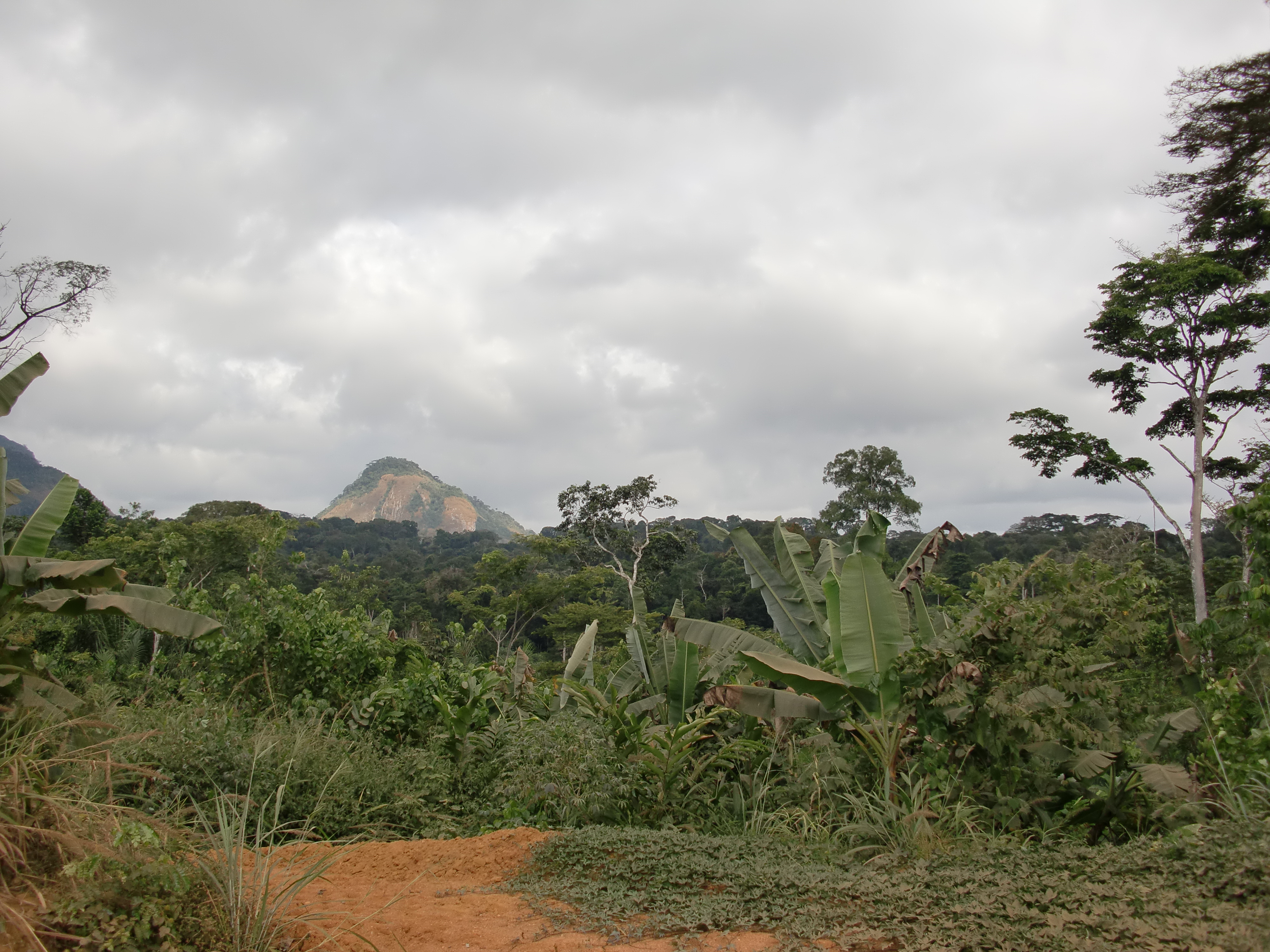
Selvas en Oyala-Ciudad de la Paz
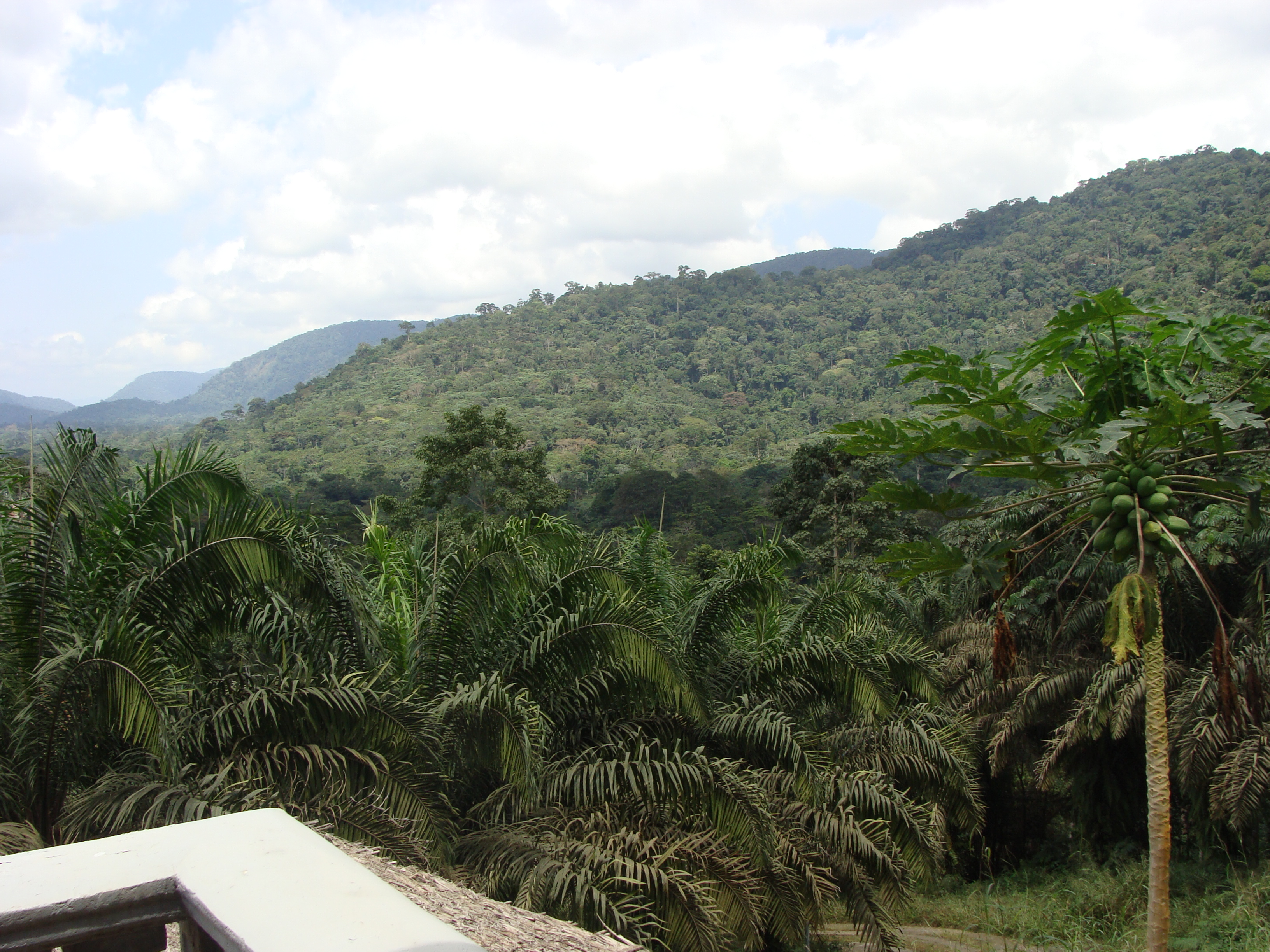
Parque nacional de Monte Alén
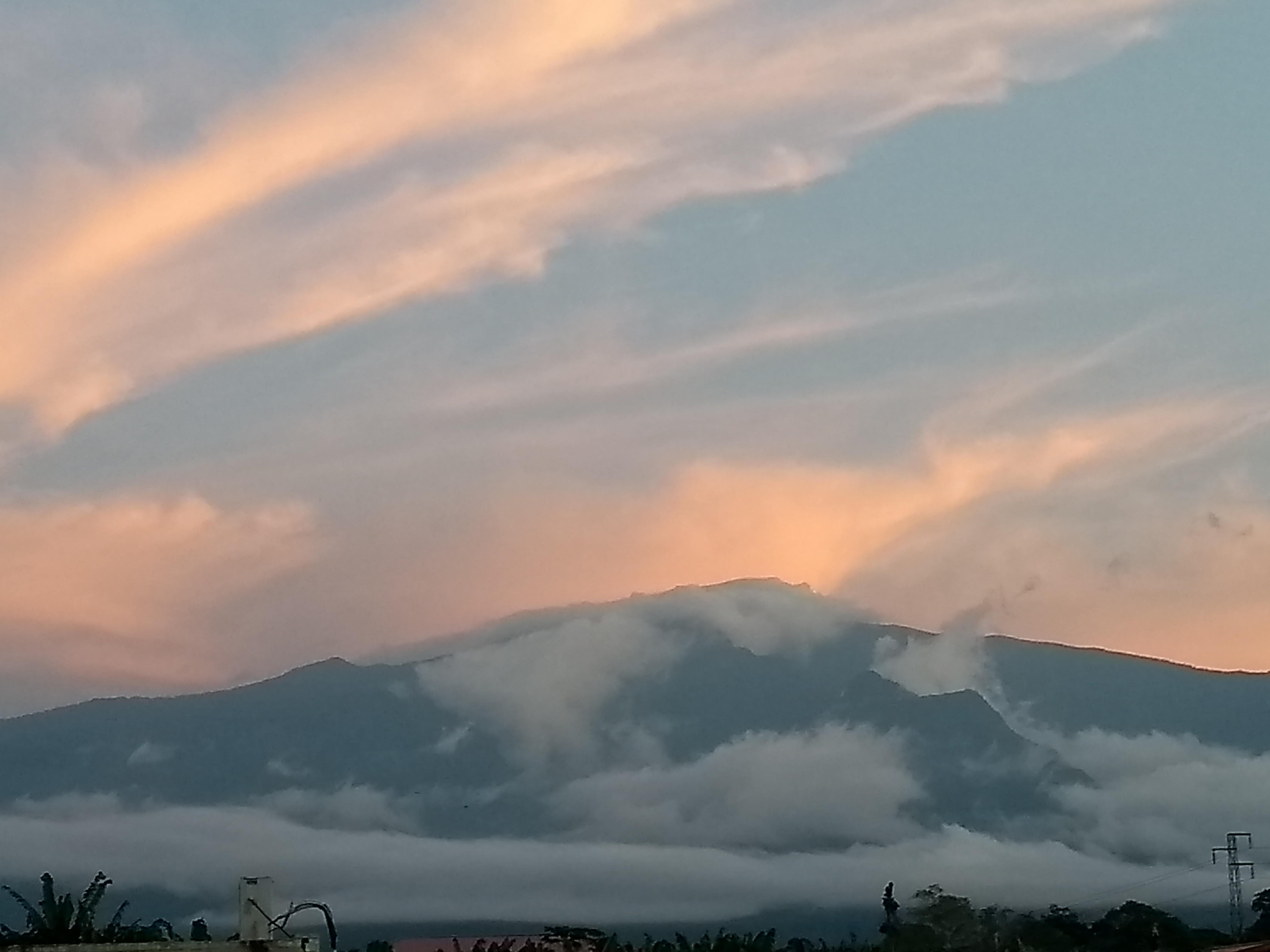
Pico Basilé

## Fauna
Destacan especies típicas de los ecosistemas ecuatoriales africanos. Entre ellas hay que citar el drill (Mandrillus leucophaeus), el mandril, el picathartes, el gorila de llanura, el sitatunga, el leopardo, el cercopiteco, el chimpancé, el elefante y la rara ardilla de Zenker (Idiurus zenkeri). Es muy elevado el número de especies endémicas en la isla de Bioko.

Flora y fauna de Guinea Ecuatorial
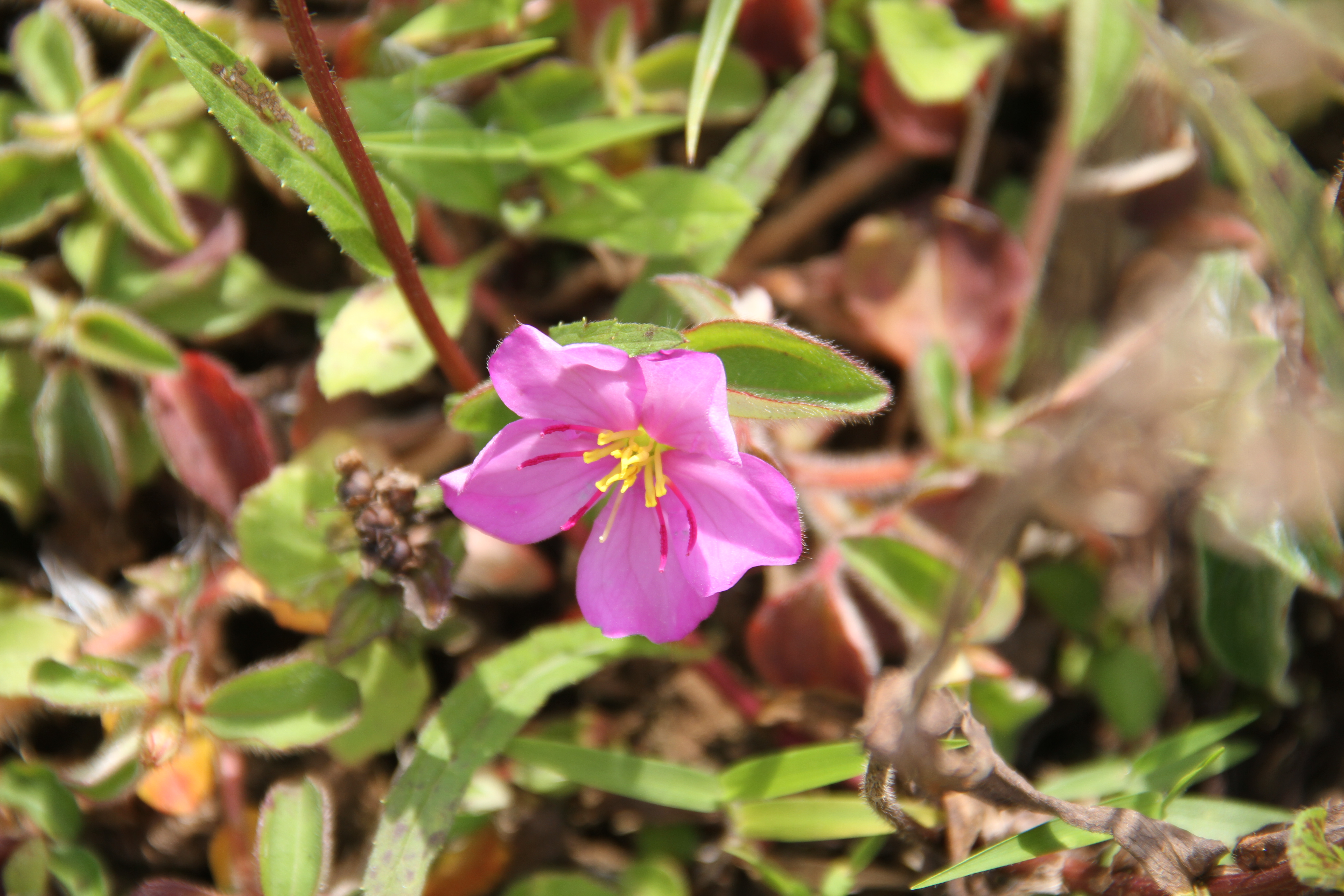
Dissotis
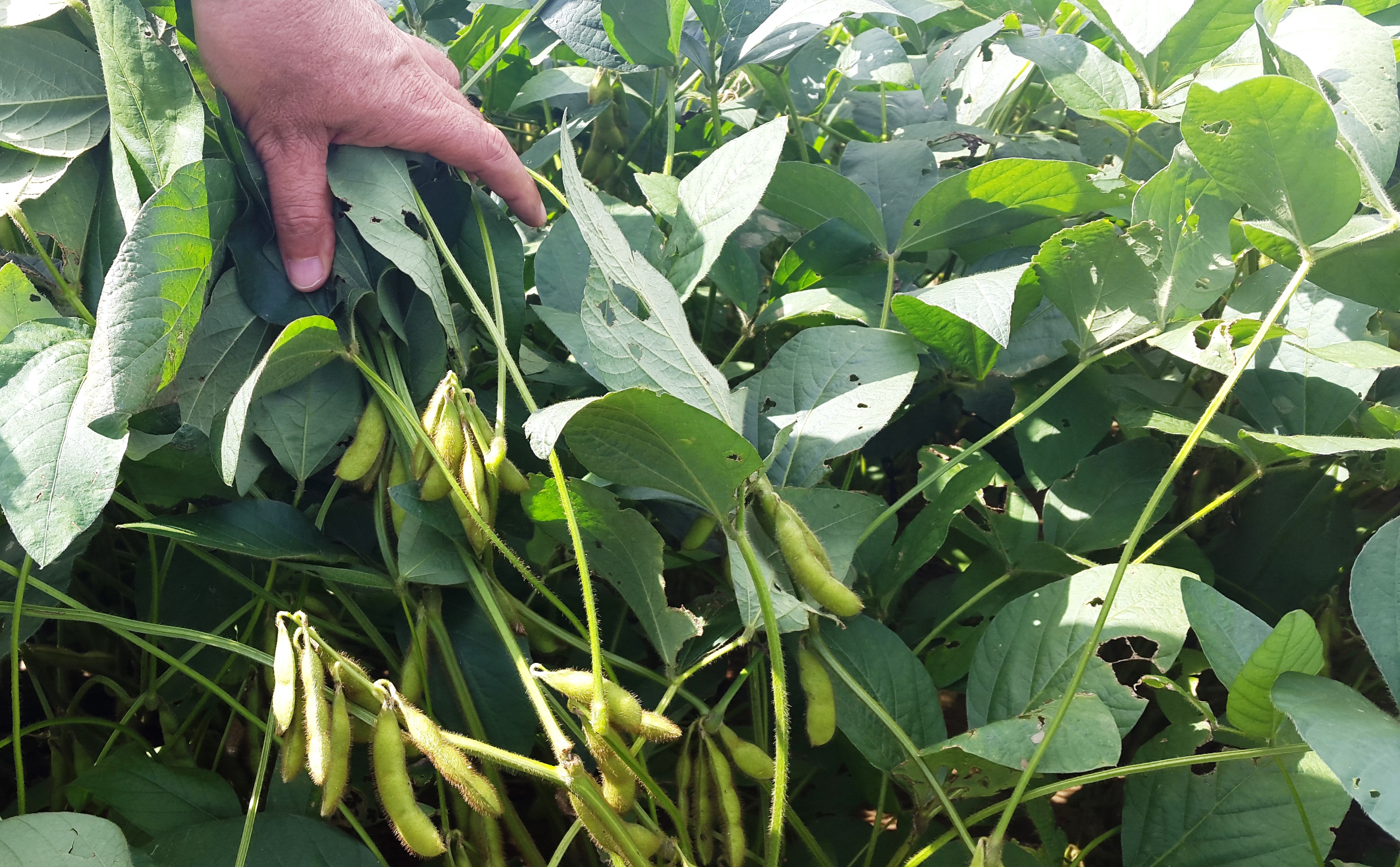
Soja
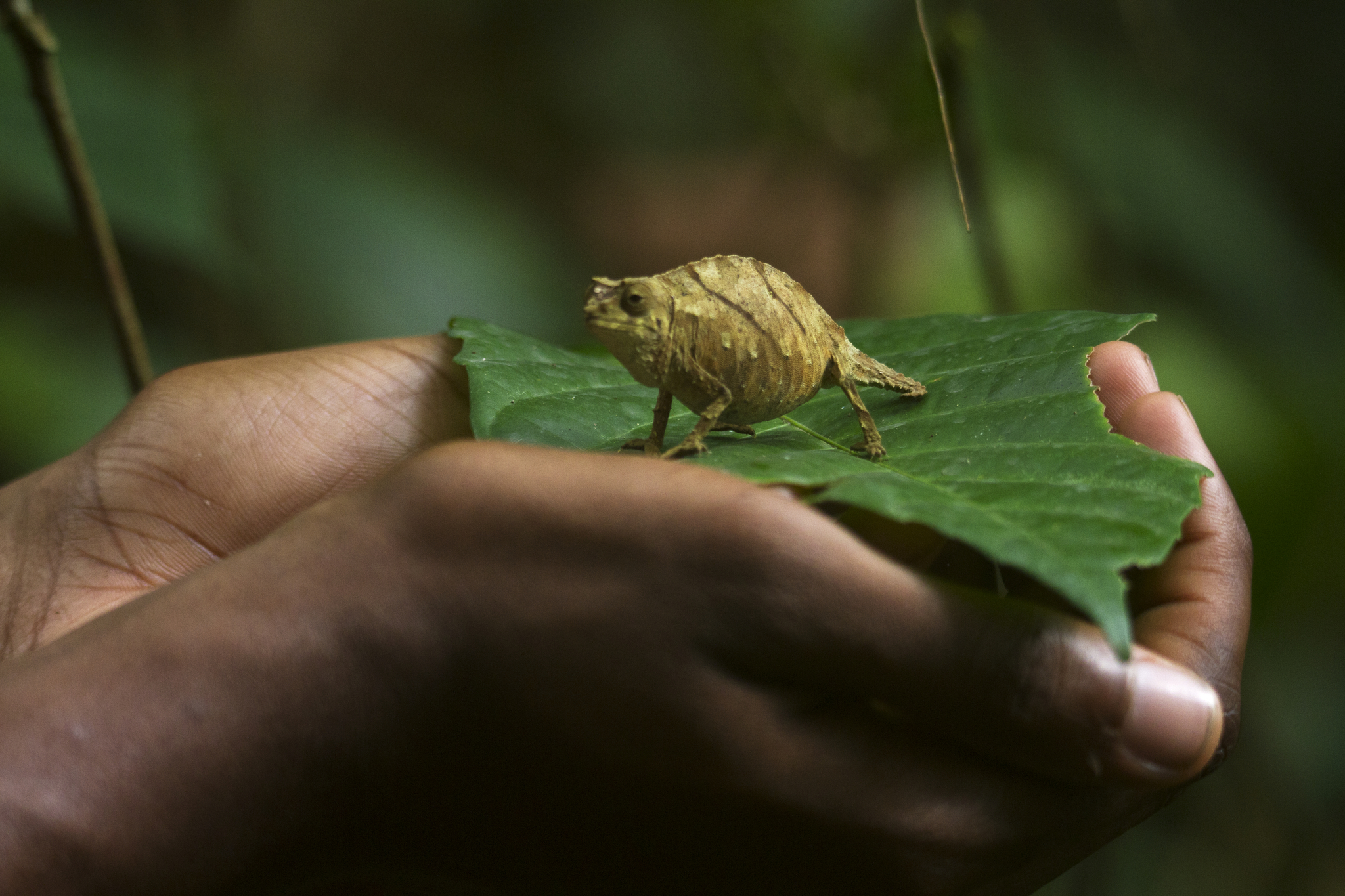
Camaleón pigmeo (Rhampholeon spectrum)
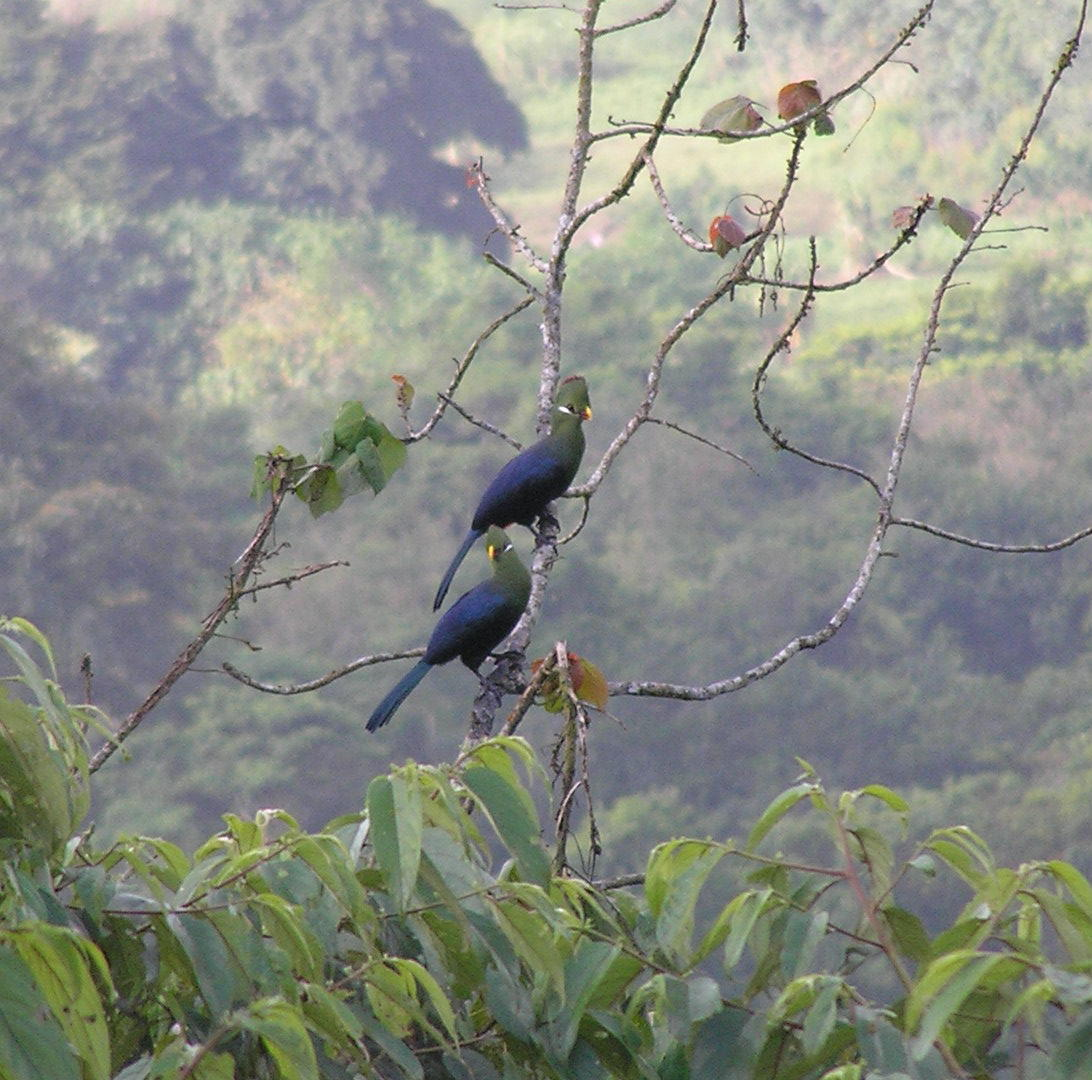
Turaco piquigualdo (Tauraco macrorhynchus)
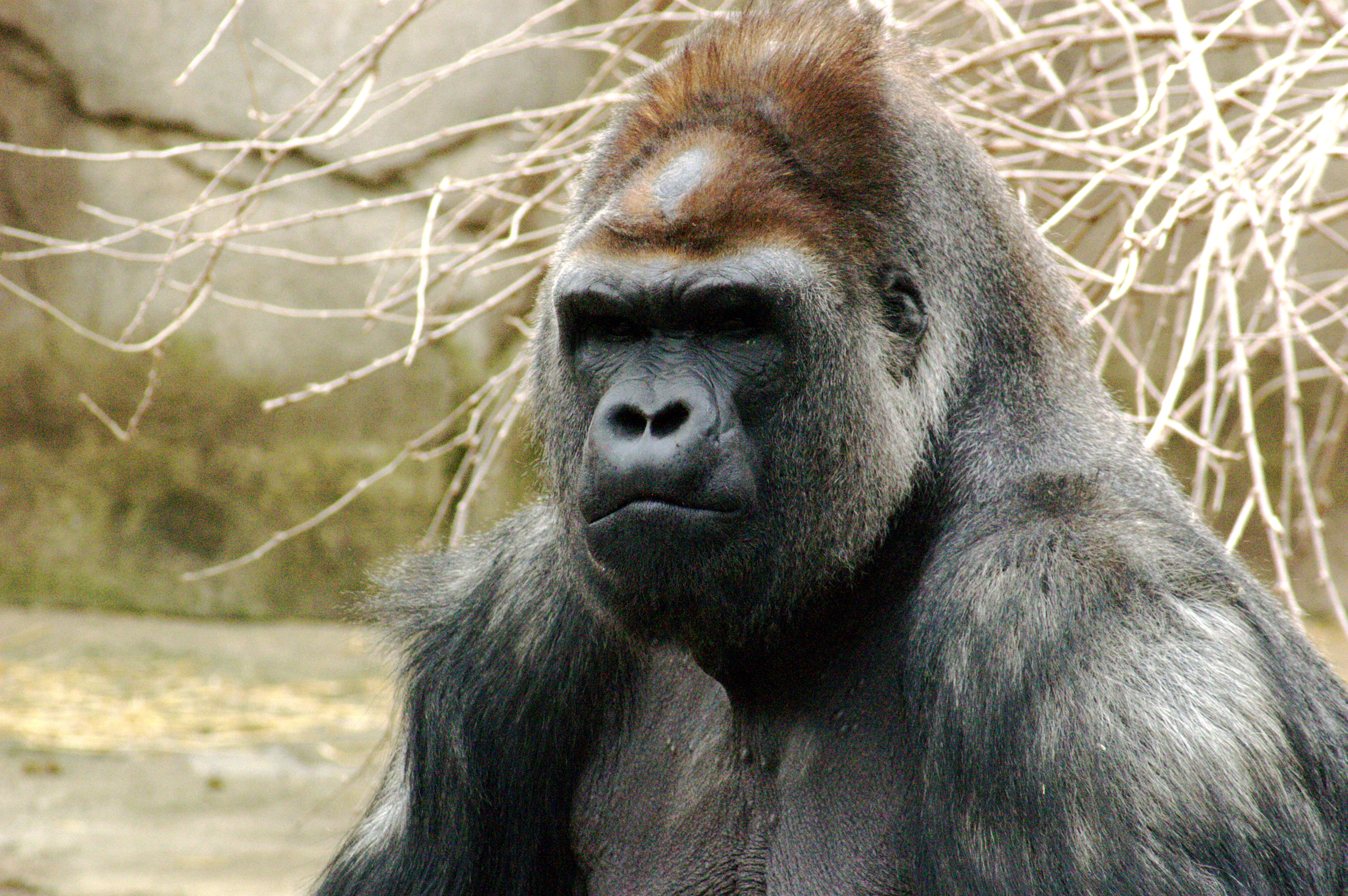
Gorila occidental (Gorilla gorilla)

## Áreas protegidas en Guinea

Mapa de las áreas protegidas de Guinea Ecuatorial.

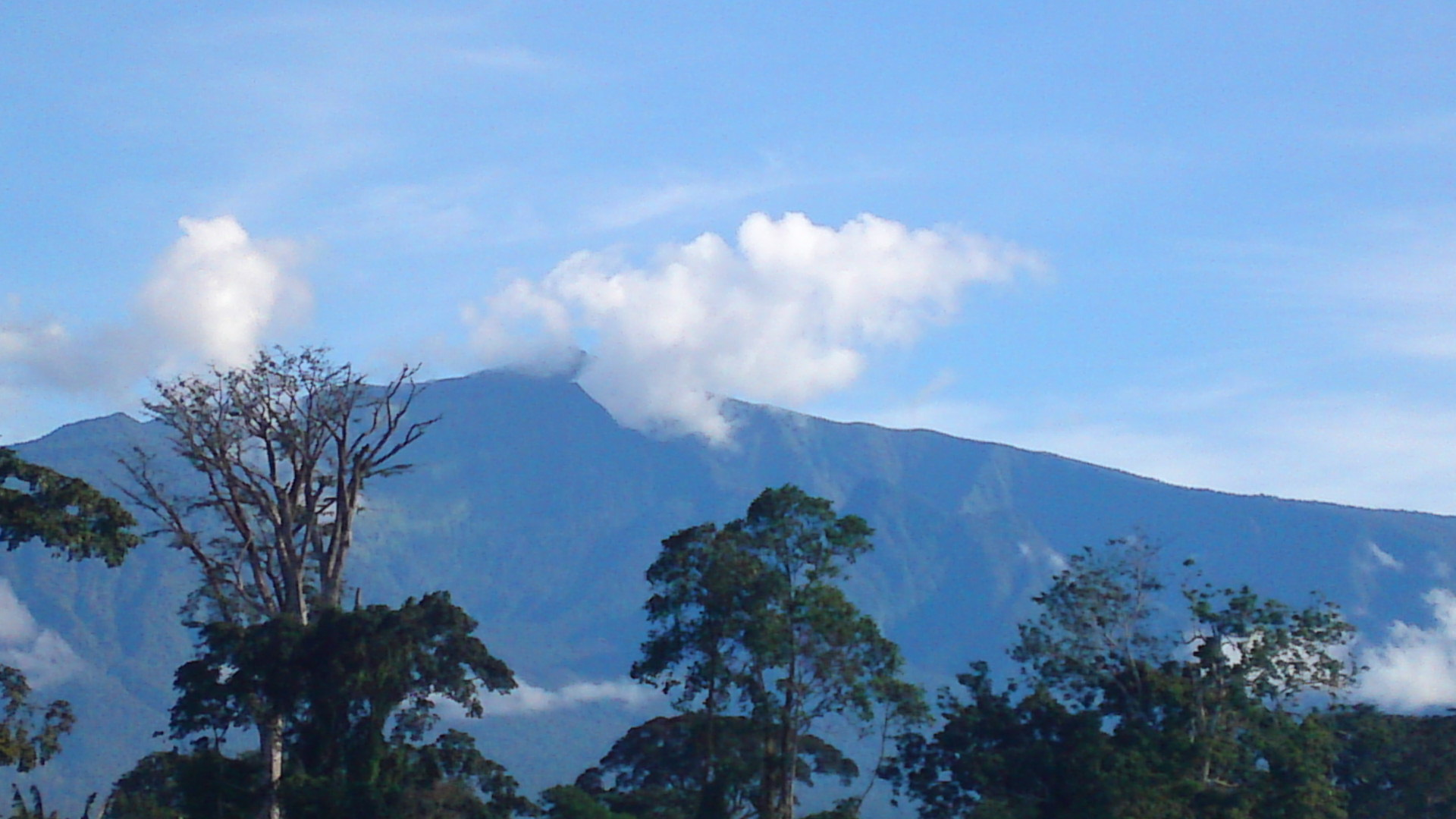
Pico Basilé, en la isla de Bioko.

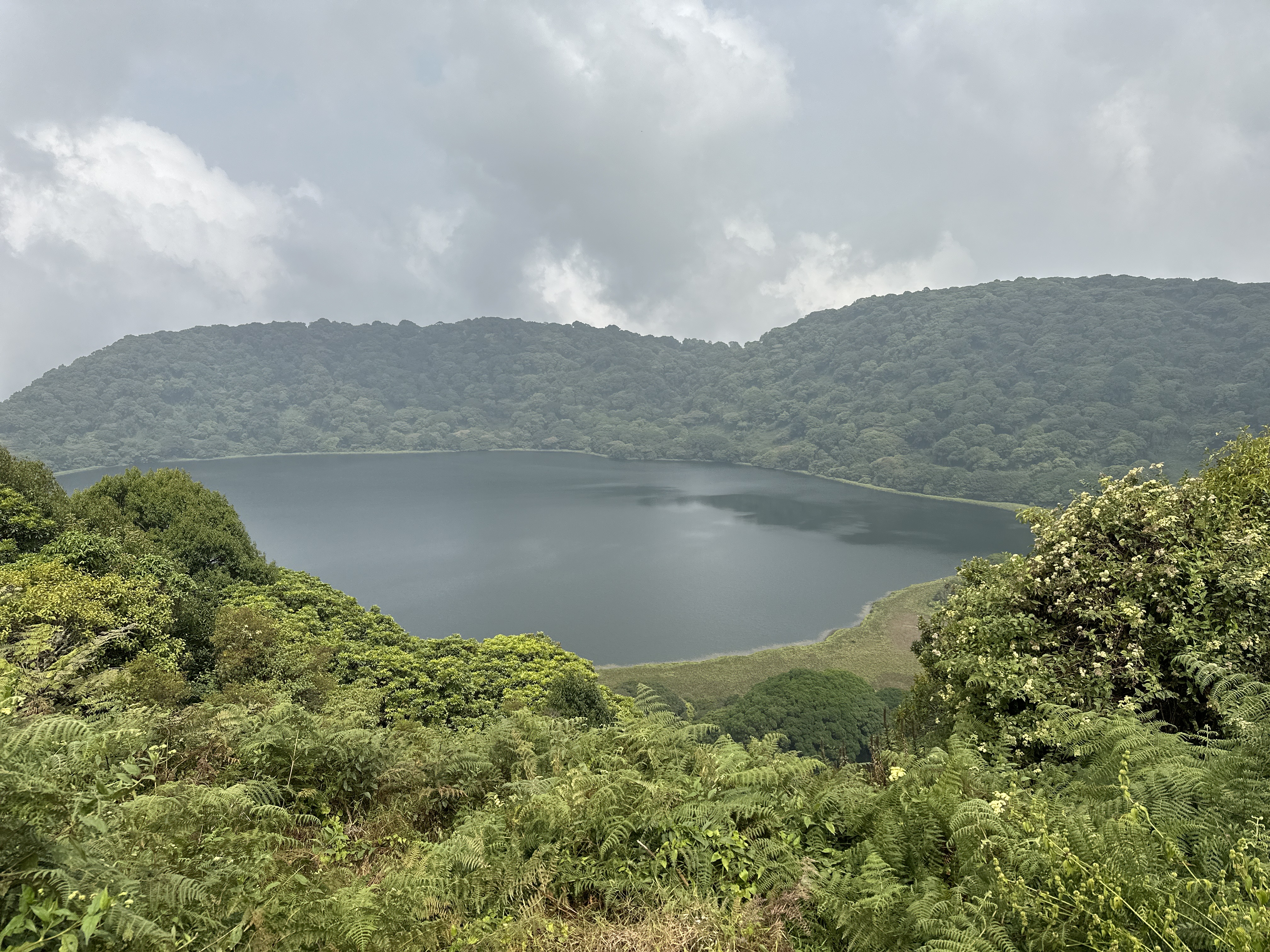
Lago de Moka.

En Guinea Ecuatorial se encuentran bajo protección 5228 km², el 19,27 por ciento del territorio, y 730 km² de superficie marina, el 0,24 por ciento de los 310 365 km² que pertenecen al país. Entre las áreas protegidas hay 3 parques nacionales, 2 monumentos naturales, 2 reservas científicas y 6 reservas naturales.
Parques nacionales
- Parque nacional del Pico Basilé (330 km²), en la isla de Bioko, protege el pico más alto del país y su población de primates. En las zonas más altas, hay ericáceas hasta los 2500 m y por encima, pradera subalpina.[4][5]

- Parque nacional de Los Altos de Nsork (700 km²), al sudeste de la zona continental, en la provincia de Wele-Nzas; pluvisilva densa ecuatorial, con elefantes de bosque, gorilas occidentales de llanura, chimpancés, colobos, etc.[6]

- Parque nacional de Monte Alén (2000 km²), en el continente, en la sierra de Niefang, bosque denso y primates.[7] Se encuentra una continuidad en el monte Mitra, de 1250 m.

Monumentos naturales
- Monumento natural Piedra Bere (200 km²), en el sudeste, colinas y el complejo de cerros cúpula de las piedras Akom, Bulu y Bere, que dan nombre al área. Los cerros cúpula se encuentran en la sierra de Nson, que separa las cuencas de los ríos Kie y Bimbile. Suelos graníticos hasta la frontera con Gabón y Camerún. Bosque denso.

- Monumento natural Piedra Nzas (190 km²), en la carretera entre Mongomo y Evinayong, en el continente, una serie de espectaculares inselbergs de granito de 700 m de altura; cuevas con murciélagos, orquídeas.[8]

Reservas científicas
- Reserva científica Playa Nendyi (5 km²), entre los pueblos de Cabo de San Juan y Calatrava; tortugas.

- Reserva científica de la Caldera de Luba (510 km²), al sur de la isla de Bioko, volcánica, de lava basáltica. Calderas y diversas lagunas, ríos y cañones en las laderas. Pluvisilva tropical en las partes bajas, pluvisilva montana entre 800 y 1500 m, zona de araliáceas hasta 2260 m. Lluvias entre 3000 y 4000 mm que favorecen las criptógamas, llanas y epifitas entre el nivel del mar y 600-700 m. Tortugas, primates, aves, etc.

Las 6 reservas naturales son
- Reserva natural de Río Campo (330 km²), en el estuario del río Campo, provincia del Litoral, cauce del río, frontera con Camerún, manglar rojo y manglar blanco y selva tropical. Hipopótamos, gorilas, chimpancés, colobos, etc.

- Reserva natural de Punta Ilende (55 km²), en el sur de la costa, único ecosistema de praderas rodeado de bosque nativo. Zona de Mbini, Río Muni. Abejaruco de Malimba, bisbita patilargo, etc.[9]

- Reserva natural de las islas Corisco y Elobeyes (480 km²). Incluye tres islas: Elobey Grande (2,27 km²), Elobey Chica (0,19 km²) y Corisco (15 km²), y una zona marítima de más de 400 km². Playas, lagunas interiores, una altura máxima de 30 m.

- Reserva natural de Monte Temelón (230 km²), región continental, provincia Wele-Nzas, meseta con una media de 700 m de altura y escarpes, limitada al norte y al este por Camerún y Gabón. Bosque poco explotado, primates.[10]

- Reserva natural de Annobón (30 km²). La única zona en el hemisferio sur de Guinea Ecuatorial. La isla de Annobón tiene 17 km² (6 x 3 km) y está formada por dos volcanes y el istmo que los une. Es donde llueve menos del país, con unos 1200 mm anuales y un periodo seco acusado. Toda la isla es área protegida con un núcleo habitado en San Antonio de Palé.

- Reserva natural del estuario del río Muni (600 km²), incluye toda la superficie del estuario y los manglares, junto con las bocas de los ríos Mandyan, Congue, Mitong, Toche y Mven, hasta 25 km aguas arriba y una franja de 10 km a la orilla de cada uno de ellos. Colinas altas y zonas inundables, con 90 km² de hábitat acuático. Manatíes y diversidad de primates.

## Geografía humana

Mapa de Río Muni, la parte continental de la Guinea Española, año 1903.

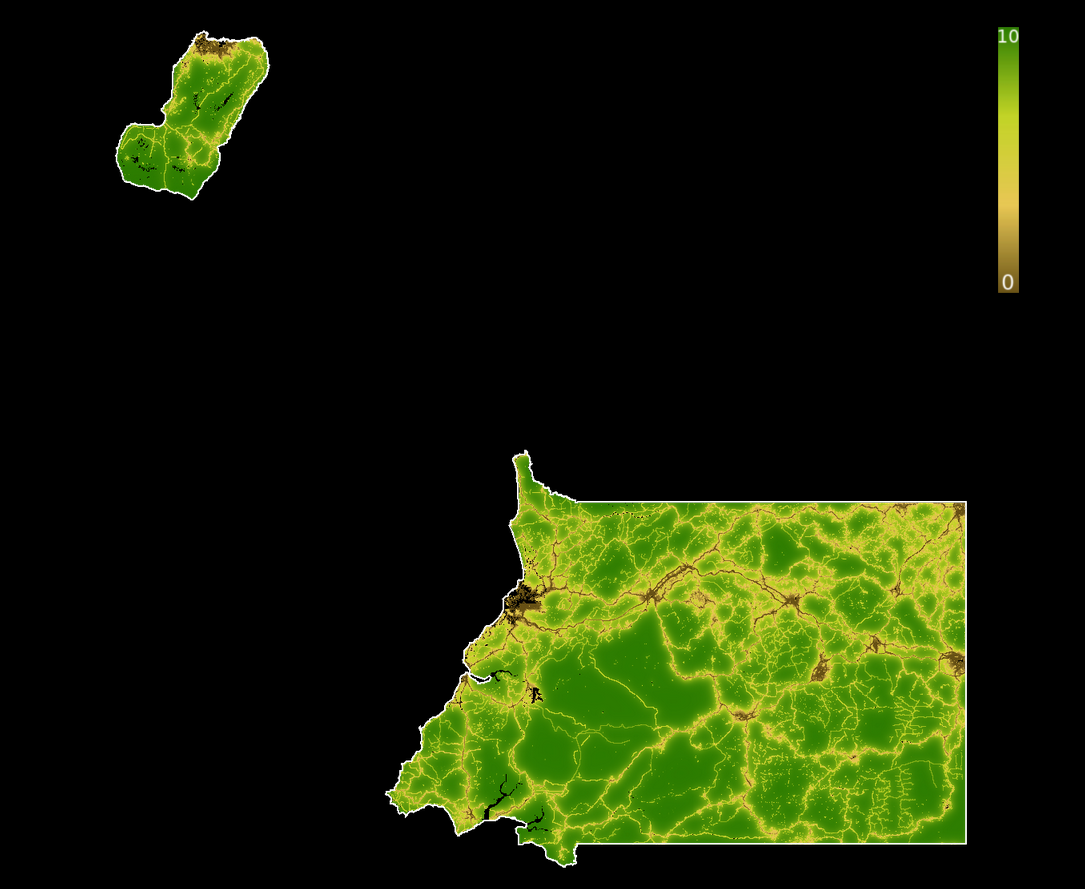
Guinea Ecuatorial obtuvo una puntuación media en el índice de integridad del paisaje forestal de 2019 de 7,99, lo que la sitúa en el puesto 30 entre 172 países.

En Guinea Ecuatorial había, en 2020, una población estimada de 1 402 985 habitantes, con una densidad de 50/km² en una superficie de 28 050 km². El 73,3 % de la población es urbana y la media de edad es de 22,3 años. Es uno de los países más pequeños del África continental y el único en que la lengua oficial es el español. Es un productor de petróleo cuyos beneficios quedan reservados a una pequeña élite, con un desequilibrio de riquezas importante y unos gastos muy bajos en sanidad y educación. El desempleo es elevado debido a que el petróleo emplea personal cualificado extranjero. La tasa de fertilidad es de 4 hijos por mujer.

#### Composición étnica

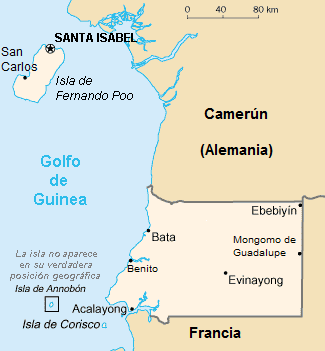
Fronteras acordadas con Francia en el Tratado de París de 1900 de los Territorios Españoles del Golfo de Guinea, luego renombrados como Guinea Española. Tras su independencia en 1968 Guinea Ecuatorial conserva esas fronteras con los países vecinos.

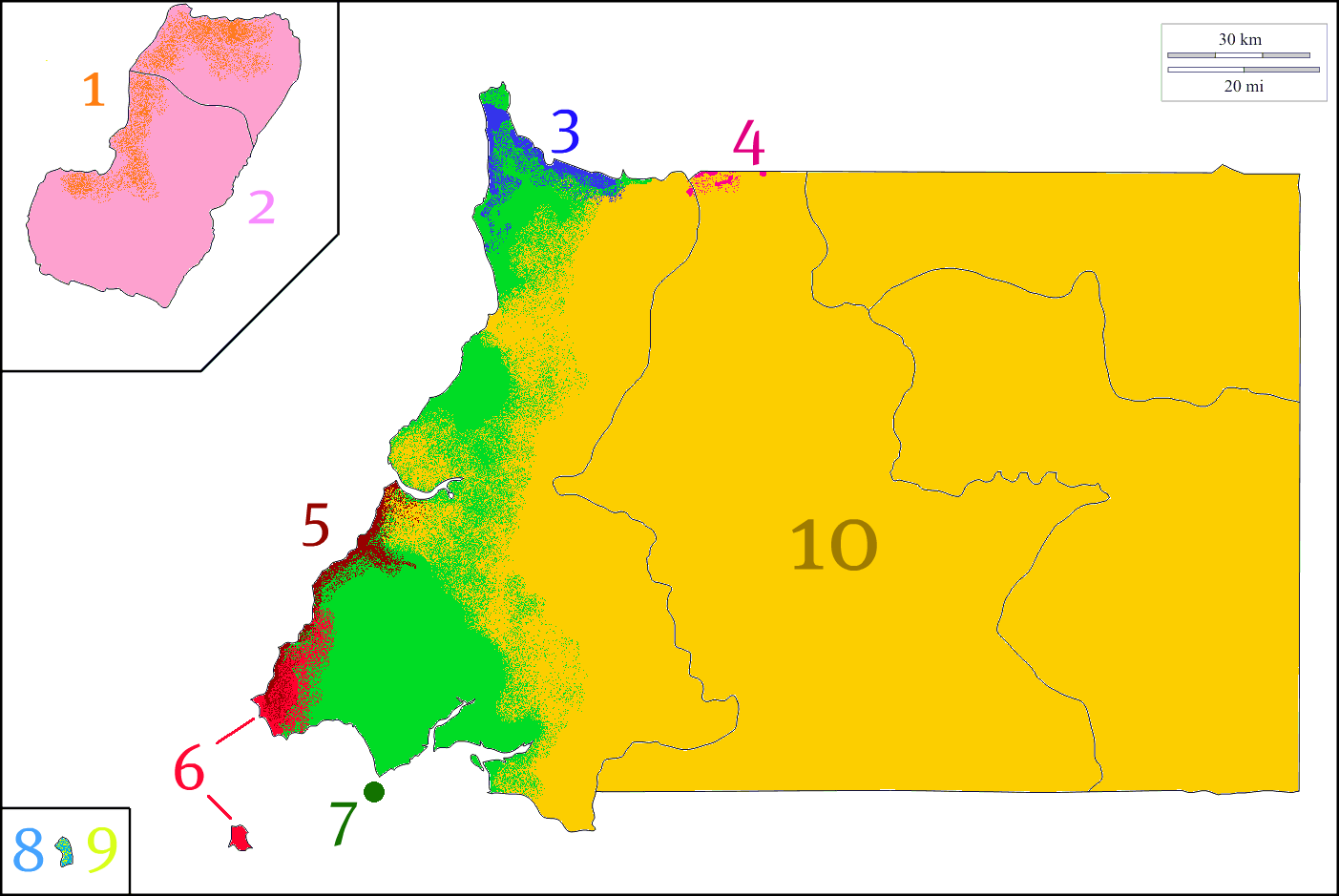
Etnias de Guinea Ecuatorial:
1. Fernandinos
2. Bubis
3. Igbos
4. Bakas
5. Balengues o Bisios
6. Ndowés o Bengas
7. Gabonenses
8. Criollos annobonenses
9. Fá d'Ambô o Criollos Portugueses
10. Fangs
11. Etnias minoritarias

Debido al pequeño tamaño, es compleja. Más de la mitad de la población es de etnia fang, dominantes en la zona continental. Al norte del río Mbini son los fang ntumu, y en el sur, los fang okak. Tienden a emigrar a Bioko, donde llevan las riendas del poder político. En la zona costera, los pueblos kombe, mabea, lengui, benga y otros se han mezclado más con los comerciantes europeos, con los que se han dado matrimonios mixtos; los españoles los llaman playeros, y tanto estos como los fang son grupos bantúes. El pueblo original de Bioko eran los bubi, pero solo quedaban unos centenares a principios del siglo XXI, que vieron la descolonización como una invasión fang. 
El dictador Francisco Macías Nguema (presidente entre 1968–79), de la etnia fang, persiguió a los bubis. En Bioko también hay fernandinos, descendientes de los esclavos liberados por los británicos durante el siglo XIX, que se mezclaron con otros africanos emancipados de Sierra Leona y Cuba, así como inmigrantes de otros países. Formaron una burguesía influyente, y muchos perdieron sus privilegios cuando los españoles adquirieron la isla y tras la independencia. Otras comunidades están formadas por crioulos, mezcla de portugueses y africanos de la isla de Santo Tomé y Príncipe. 
En los años sesenta había una gran cantidad de nigerianos que vivían en Malabo o en las plantaciones. A principios de 1975, Nigeria repatrió a 45 000 trabajadores por condiciones de represión en Guinea. Los habitantes de Annobón son descendientes de esclavos africanos de los portugueses cuando la isla dependía de la colonia portuguesa de Sao Tomé.
La mayoría de guineanos son católicos, aunque los bubis y los fangs retienen parte de sus creencias tradicionales. El culto bwiti, prohibido por los españoles, todavía tiene seguidores. Bajo el gobierno de Francisco Macías Nguema, en 1975 se cerraron muchas iglesias, y en 1978, se prohibió el culto católico. Tras el golpe de Teodoro Obiang en 1979, estás órdenes fueron rescindidas, pero otras, como los testigos de Jehová, fueron prohibidas en 1986.

#### Lenguas
Cada grupo étnico habla su propia lengua. Las más importantes son fang y bubi. Las lenguas oficiales son el francés y el español. Este último se enseña en las escuelas y se usa en la prensa, en Bioko y en el continente; el francés se empezó a enseñar en las escuelas en 1988 debido a la cercanía de la francofonía, y se volvió oficial en 1997. El inglés criollo se usa en el pequeño comercio y es lengua franca en Bioko. El portugués criollo se habla en Bioko y en Annobón.